# Chorebus pseudoasini
Chorebus pseudoasini är en stekelart som beskrevs av Docavo och Tormos 1998. Chorebus pseudoasini ingår i släktet Chorebus och familjen bracksteklar. Inga underarter finns listade i Catalogue of Life.